# Al-Mazar (Jénine)
Al-Mazar est un ancien village arabe palestinien du sous-district de Jénine, en Palestine mandataire. Son implantation sur le mont Gilboa remonte à l'époque de la domination mamelouke en Palestine (XIIIe siècle). Village agricole, il a été vidé de sa population lors de la guerre de 1948 et intégré à l'État nouvellement créé d'Israël. Les villages israéliens de Prazon, Meitav et Gan Ner sont établis sur ses anciennes terres.

## Emplacement
Le village était situé au sommet, plat et circulaire, d'une montagne appelée mont Gilboa dans la Bible et localement mont al-Mazar, ou Djebel Foukou'ah (« mont des champignons »). Le site est entouré de pentes abruptes de tous côtés, sauf au sud-est,. Il était relié au village voisin de Nuris par un chemin de terre.

## Histoire
Le nom d'al-Mazar (« sanctuaire », « lieu que l'on visite ») lui vient peut-être d'avoir donné une sépulture à beaucoup des soldats tombés lors de la bataille d'Aïn Djalout, qui opposa les Mamelouks aux Mongols en 1260. Les villageois faisaient remonter leurs origines aux nomades al-Sadiyyun, eux-mêmes descendants de Shaykh Sad al-Din al-Shaybani (mort en 1224), éminent mystique soufi originaire du village de Jaba, dans la région du Golan.

### Époque ottomane
À l'époque de la domination ottomane en Palestine, en avril 1799, al-Mazar fut pris et incendié par les troupes de Napoléon, au cours de la phase syrienne de sa campagne d'Égypte. Le village est nommé Nazer sur la carte établie par Pierre Jacotin à l'occasion de cette campagne.
En 1870, l'archéologue et géographe Victor Guérin se rendit à al-Mazar, qu'il dépeint comme un village d'environ 500 habitants, situé au sommet du Djebel Foukou'ah et entouré d'une ceinture de gigantesques plants de cactus. Les nombreux puits creusés dans le roc lui semblent indiquer l'antiquité du site. Il note qu'on peut voir depuis le village tout le Djebel Foukou'ah, qu’il identifie au mont Gilboa de la Bible, ainsi que la vallée de Jezreel, le Petit Hermon (en fait le Djebel Dhahy), le mont Tabor et, plus au nord, les cimes enneigées du mont Hermon. Sont également visibles, à l’ouest et au nord-ouest du village, la plaine d’Esdraelon et le mont Carmel ; au sud, les montagnes des environs de Jénine ; et à l'est, avant le Jourdain, ce qu'il appelle l'ancien pays de Galaad. Il relève que le nom du mont Gilboa s'est conservé dans celui du village de Djelboun, également situé sur la montagne. En descendant vers l'ouest-sud-ouest, au pied du village d'al-Mazar, il note la présence d'une source du même nom, Ain el-Mezar, et sur les pentes du même versant, qui sont moins raides, des cultures d'olivier et de blé.
En 1882, une étude (Survey of Western Palestine, SWP) du Palestine Exploration Fund décrit l'endroit comme « un village au sommet de la montagne. Il est principalement bâti de pierre et possède un puits au sud-est. Quelques oliviers entourent les maisons. Le site est très rocheux. Il est habité par des derviches et constitue un lieu de pèlerinage musulman. »

### Époque du mandat britannique
Lors du recensement conduit en 1922 par l'autorité mandataire britannique, al-Mazar avait une population de 223 habitants, tous musulmans, devenus 257 lors du recensement de 1931, toujours exclusivement musulmans, pour un total de 62 maisons habitées.
L'agriculture était la base de l'économie du village, qui reposait sur la culture des céréales, des fruits, des légumineuses et de l'olivier. Selon les statistiques de 1945 (en), les 270 musulmans qui constituaient la population d'al-Mazar vivaient sur un territoire de 14 501 dounams. Sur ce total, 5 221 dounams étaient utilisés pour les céréales, 229 dounams étaient irrigués ou utilisés en vergers, dont 68 pour les olives,, et 9 dounams étaient constitués de terrains bâtis (urbains).
Né à al-Mazar, Farhan al-Sa'di est considéré comme le premier à avoir utilisé une arme lors de la révolte arabe de 1936.
Dirigeant important de la révolte, il a été exécuté par les autorités britanniques en 1937, à l'âge de 75 ans.

### Depuis 1948
Le 19 avril 1948, le quartier général de la Haganah à Palmah a ordonné au commandement opérationnel du Premier Bataillon de « détruire les bases ennemies à Mazar, Nuris et Zir'in [...] Commentaire : lors de la prise de Zir'in, la plupart des maisons du village doivent être détruites tandis que [certaines] doivent être laissées intactes pour l'hébergement et la défense. » Selon l'historien israélien Benny Morris, la politique de destruction des villages palestiniens est caractéristique des attaques de la Haganah d'avril à mai 1948, juste avant le début de la guerre israélo-arabe de 1948-1949. Cependant, concernant spécifiquement al-Mazar, ces ordres n'ont pas été suivis, ou n'ont pas immédiatement abouti, le village n'ayant été occupé que le 30 mai 1948,. Il a été conquis à l'issue d'une attaque de la brigade Golani, en même temps que le village de Nuris, situé au pied de la montagne.
Après la guerre, la région d'al-Mazar a été intégrée à l'État d'Israël et trois villages ont été établis sur son territoire : Prazon en 1953, Meitav en 1954 et Gan Ner en 1987. L’historien palestinien Walid Khalidi décrit ainsi ce qui restait d’al-Mazar en 1992 : « Le site est envahi d'épineux et de cactus et jonché de gravats. Aucune des maisons, aucun des bâtiments du village ne subsiste. Les amandiers et les cactus poussent sur une partie de son territoire. Les terres accidentées servent de pâturages et d'autres parties sont couvertes de forêts. »